# Solaris Urbino 9
Solaris Urbino 9 est un modèle d'autobus en version 9 mètres à plancher bas lancé en 2000 par Solaris Bus & Coach. Sa production fut stoppée en 2002 puis remplacée par le modèle Solaris Urbino 10.

## Histoire
En 2000, Neoplan Poslka (qui deviendra Solaris Bus & Coach à partir de 2001) a complété sa famille Solaris Urbino avec ce midibus. L'entreprise possédait alors un total de 21 bus de 9 mètres dans les villes polonaises. 
En raison de l'absence d'une troisième porte, ce modèle n'était pas très utile pour les services de transport en commun. Une autre raison de l'échec du modèle était le prix élevé par rapport aux autres véhicules de cette taille. Pour cette raison, le bus a été prolongé d'un mètre et une porte arrière supplémentaire a été ajoutée. Le nouveau véhicule, dont la production a commencé en 2003, a été nommé Solaris Urbino 10. 

## Liste des Solaris Urbino 9 en Pologne
| Pays    | Ville        | Société de transport | Nombre de bus |
| ------- | ------------ | -------------------- | ------------- |
| Pologne | Augustów     | Necko                | 2             |
| Pologne | Ostrołęka    | MZK                  | 10            |
| Pologne | Sochaczew    | ZKM                  | 3             |
| Pologne | Zduńska Wola | MPK                  | 5             |
| Pologne | Kraśnik      | MPK                  | 1             |
| Total   | Total        | Total                | 21            |